# Aerospace Valley
Az Aerospace Valley a repülőgép- és űrtechnikai vállalatok és kutatóközpontok franciaországi klasztere. A klaszter a délnyugat-franciaországi Occitania és Aquitania régiókban található, és főként Bordeaux és Toulouse városokban és környékén összpontosul.
A több mint 500 vállalat (köztük az Airbus, az Air France Industries és a Dassault Aviation) mintegy 120 000 munkahelyet biztosít a légiközlekedési és űrhajózási iparágakban. Ezen kívül mintegy 8500 kutató dolgozik a vállalatoknál és intézményeknél, valamint a három fő repülőmérnöki karon: az ENAC, az IPSA és a SUPAERO karokon.
A klaszter kitűzött célja, hogy 2026-ig 40 000-45 000 új munkahelyet teremtsen. A klaszter 2005-ös létrehozása óta mintegy 220 kutatási projektet indított el 460 millió eurós összköltségvetéssel, amelyből 204 millió euró állami támogatás.